# Општина Матешти (Валча)
Матешти (рум. Mateeşti) општина је у Румунији у округу Валча.
Oпштина се налази на надморској висини од 440 m.